# Corvin nemzetközi gyorsvonat
A Corvin nemzetközi gyorsvonat (Romániában InterRegioNight) a MÁV Személyszállítási Zrt. és a CFR Călători által közlekedtetett éjszakai vonat (vonatszám: 404-405) Kolozsvár és Wien Hauptbahnhof között, Budapest-Keleti pályaudvar érintésével. Naponta egy-egy pár közlekedik a CFR Călători és a MÁV Személyszállítási Zrt. által kiállított kocsikkal.

## Története
A vonatot 2021. december 12-én indították. Bécs és Szolnok között a Dacia EuroCity-vel egyesítve közlekedik.
2022. február 1-jétől június 16-ig és november 07-től december 10-ig a Békéscsaba és Lőkösháza közötti vágányzár miatt a vonat teljes szakaszán egyesítve közlekedik a Dacia gyorsvonattal.

## Vonatösszeállítás
A vonatot Kolozsvár és Biharkeresztes között a CFR 64-es sorozatú dízelmozdonya vontatja.
Biharkeresztestől Püspökladányig a MÁV Személyszállítási Zrt. 418-as dízelmozdonya, Püspökladánytól Szolnokig a 431-es villanymozdonya továbbítja. Szolnoktól Bécsig a Dacia EuroCity-vel egyesítve közlekedik.
A vonatra belföldi utazásra gyorsvonati pótjegy váltása kötelező.
Vonatösszeállítás 2021. december 12-étől:
| Kocsiszám | Típus                                 | Útirány                               |
| --------- | ------------------------------------- | ------------------------------------- |
|           | CFR 64 dízelmozdony                   | Kolozsvár – Biharkeresztes            |
|           | START 418 dízelmozdony                | Biharkeresztes – Püspökladány         |
|           | START 431 villanymozdony              | Püspökladány – Szolnok                |
| 416       | CFR WLABmee (hálókocsi)               | Kolozsvár – Szolnok – Budapest – Bécs |
| 411       | CFR A10 (másodosztályú termes)        | Kolozsvár – Szolnok – Budapest – Bécs |
| 425       | START Bd 29-30 (másodosztályú fülkés) | Kolozsvár – Püspökladány              |
| 424       | START Bd 29-30 (másodosztályú fülkés) | Kolozsvár – Püspökladány              |

## Útvonala
- Cluj Napoca (Kolozsvár)
- Aghireș (Egeres)
- Huedin (Bánffyhunyad)
- Ciucea (Csucsa)
- Bratca (Barátka)
- Șuncuiuș (Vársonkolyos)
- Vadu Crișului (Rév) – csak Szolnok felé
- Aleșd (Élesd)
- Telechiu (Mezőtelki) – csak Kolozsvár felé
- Tileagd (Mezőtelegd)
- Oșorhei (Fugyivásárhely) – csak Kolozsvár felé
- Oradea (Nagyvárad)
- Episcopia Bihor (Biharpüspöki)
- Biharkeresztes
- Berettyóújfalu
- Püspökladány
- Karcag
- Kisújszállás
- Törökszentmiklós
- Szolnok
- Budapest-Keleti
- Ferencváros
- Budapest-Kelenföld
- Tatabánya
- Győr
- Mosonmagyaróvár
- Hegyeshalom
- Wien Hauptbahnhof (Bécs)